# Okushiri (Hokkaidō)
Okushiri (jap. 奥尻町, -chō) ist eine Stadt auf der gleichnamigen Insel im Landkreis Okushiri in der Unterpräfektur Hiyama (Präfektur Hokkaido) in Nord-Japan.

## Geschichte
Am 12. Juli 1993 ereignete sich hier ein starker Tsunami (Wert gemäß Richterskala: 7,8), durch den 165 Bewohner starben.